# 第38回ジャパンカップ
ジャパン・オータムインターナショナル ロンジン賞 第38回ジャパンカップ（ジャパン・オータムインターナショナル ロンジンしょう だい38かいジャパンカップ、38th JAPAN CUP）は、2018年11月25日に東京競馬場で行われた競馬の競走である。アーモンドアイが当時の芝の2400mの世界レコードを大きく上回るタイムでの優勝を成し遂げた。

## レース施行前の状況
中央競馬からは、この年の秋華賞を制し、牝馬三冠を成し遂げ、牝馬路線のエリザベス女王杯を見送り古馬との初対決となったアーモンドアイ、同年の大阪杯を制し、同条件の東京優駿(日本ダービー)で2着の実績のスワーヴリチャード、2016年の菊花賞、有馬記念を優勝し、前走京都大賞典で久々の勝利を挙げたサトノダイヤモンド、2017年菊花賞の勝ち馬キセキ、2017年のジャパンカップ勝ち馬シュヴァルグランなど、重賞優勝馬9頭、GI優勝馬6頭が参戦した。
地方競馬からは、ホッカイドウ競馬所属で巴賞4着の実績があるハッピーグリンが2009年コスモバルク（12着）以来9年ぶりとなる参戦。
海外からは、アイルランドからアイリッシュダービーとイギリスのセントレジャーステークスの勝ち馬カプリ。イギリスからは前走カナディアンインターナショナル2着のサンダリングブルーが参戦した。

## パドック

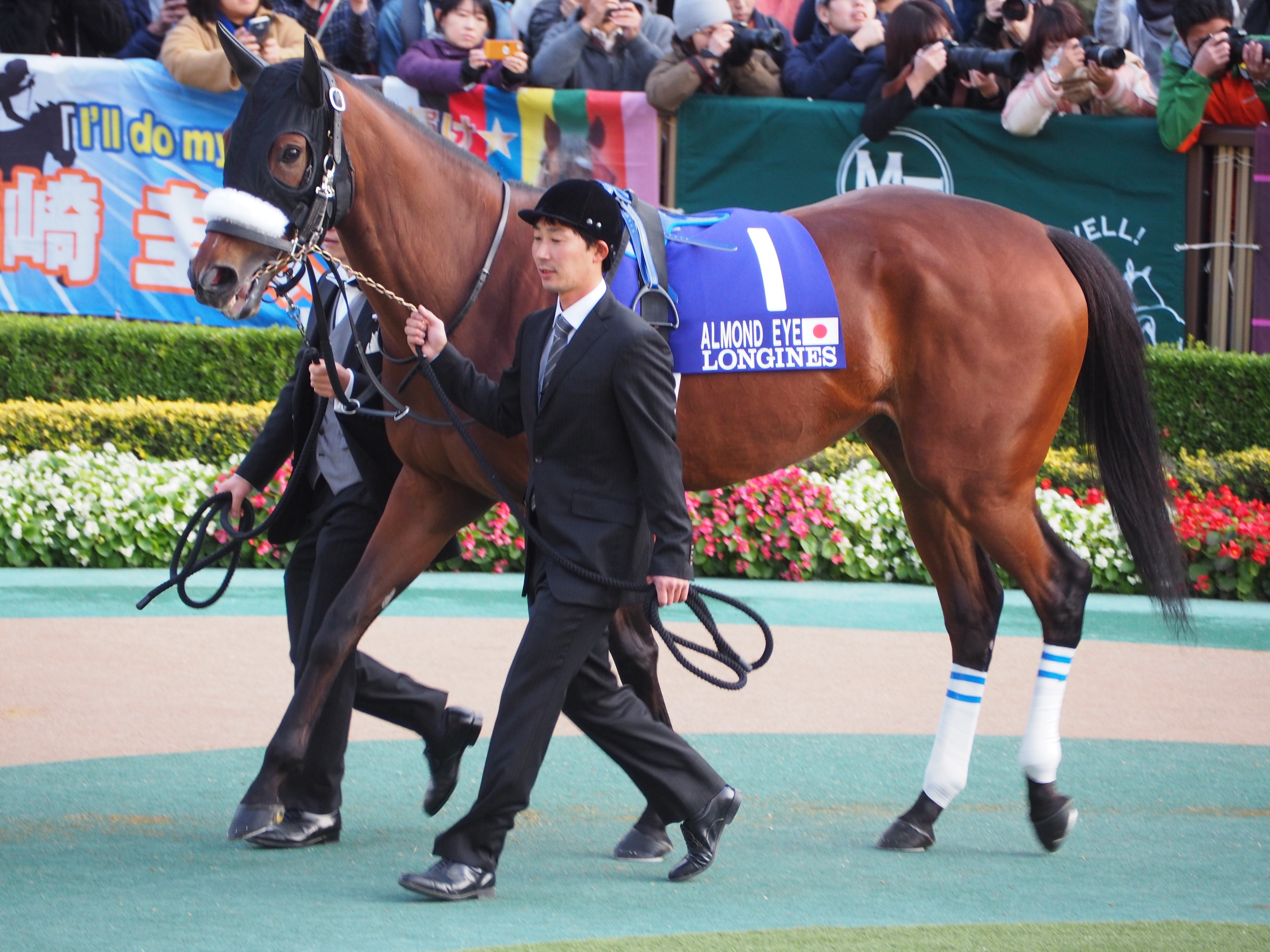
1　アーモンドアイ
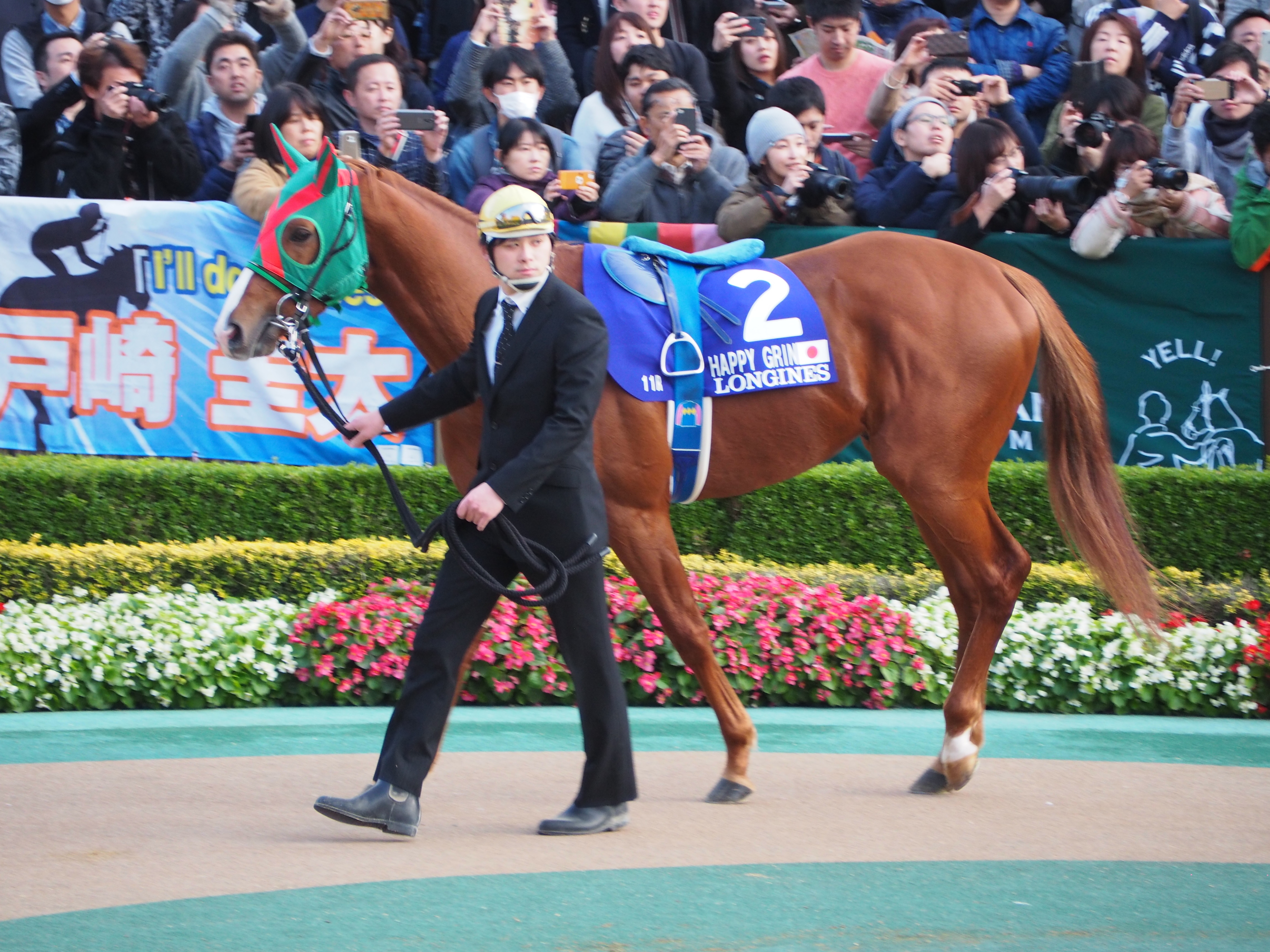
2　ハッピーグリン
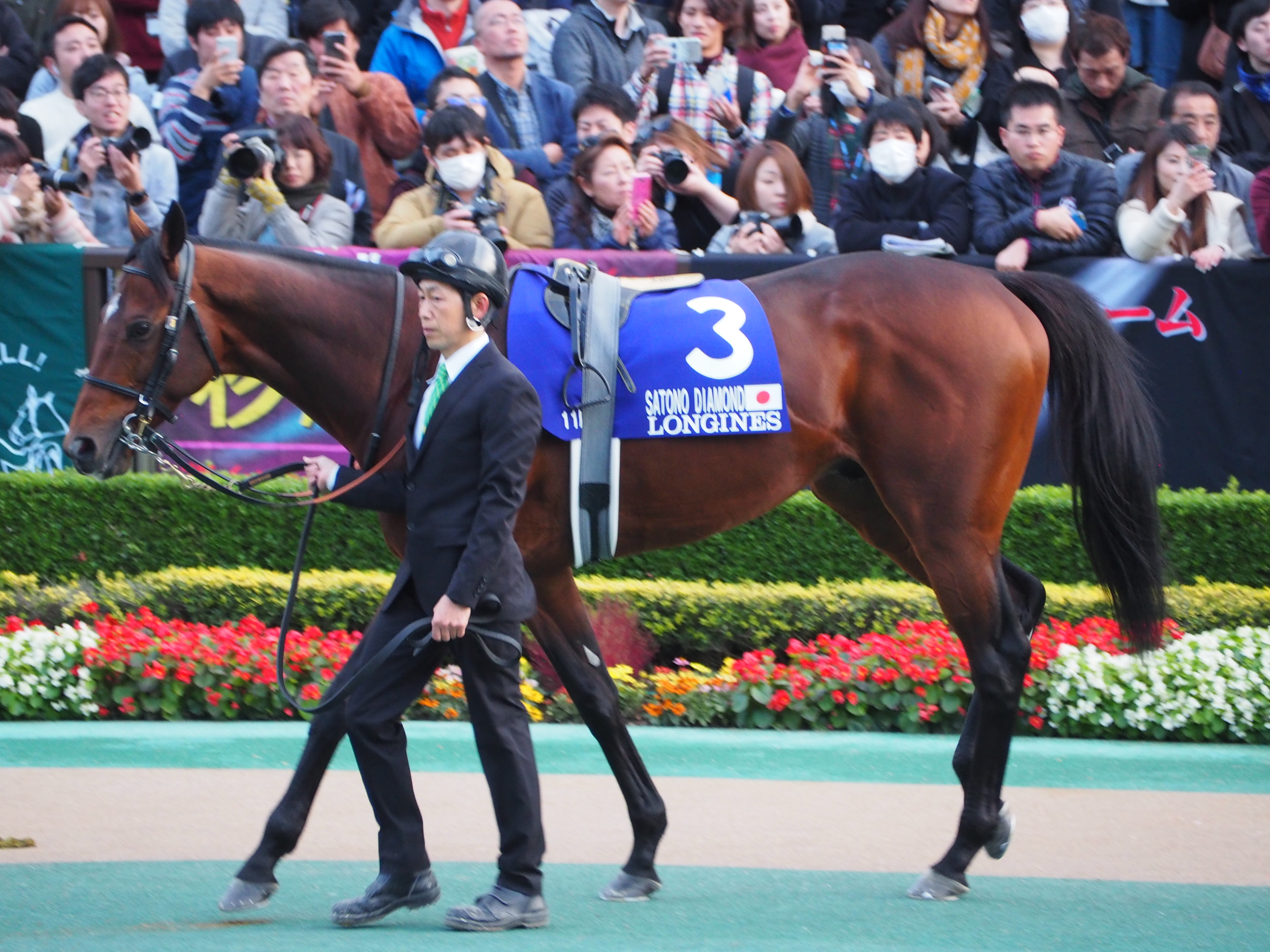
3　サトノダイヤモンド
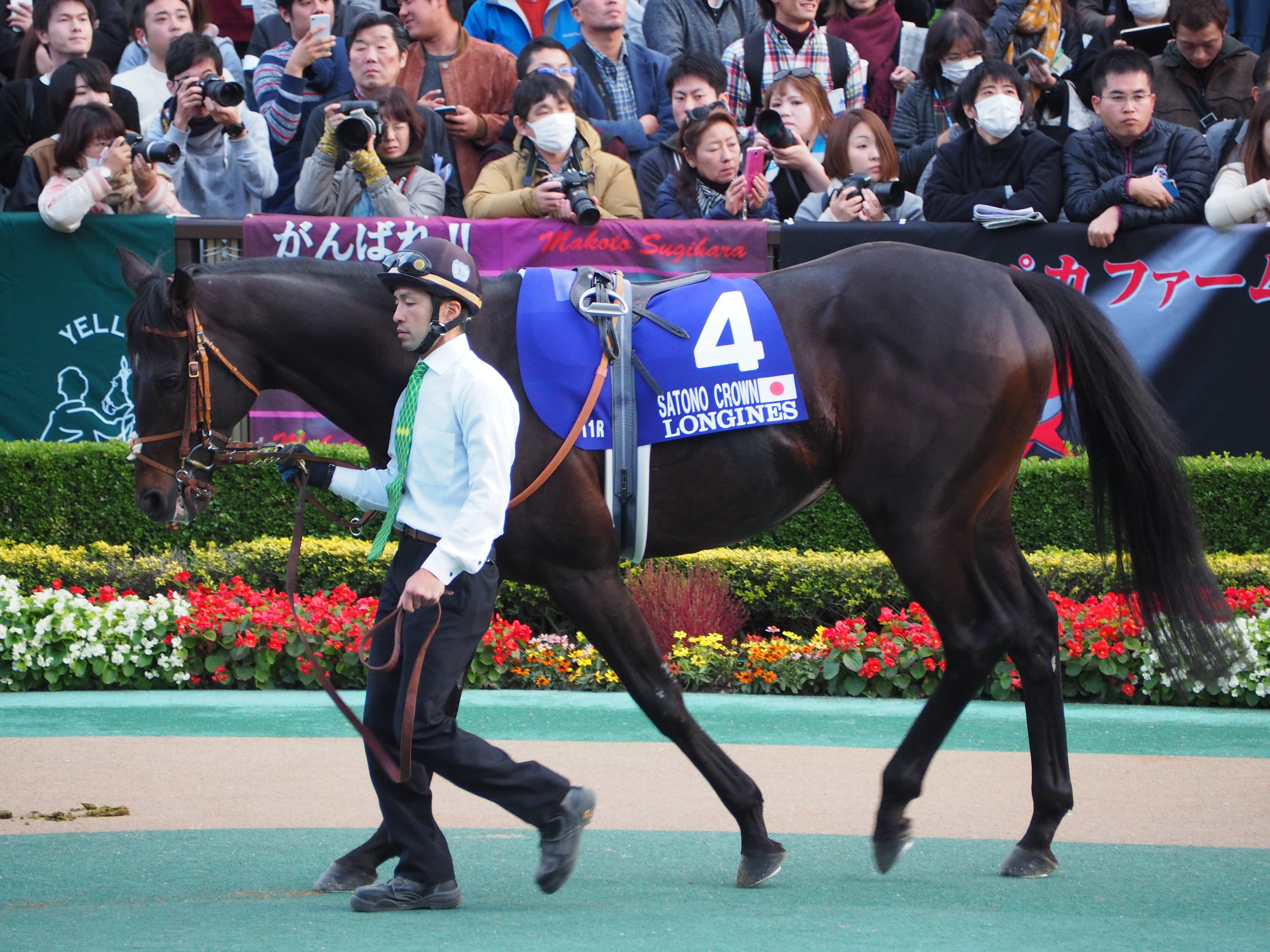
4　サトノクラウン
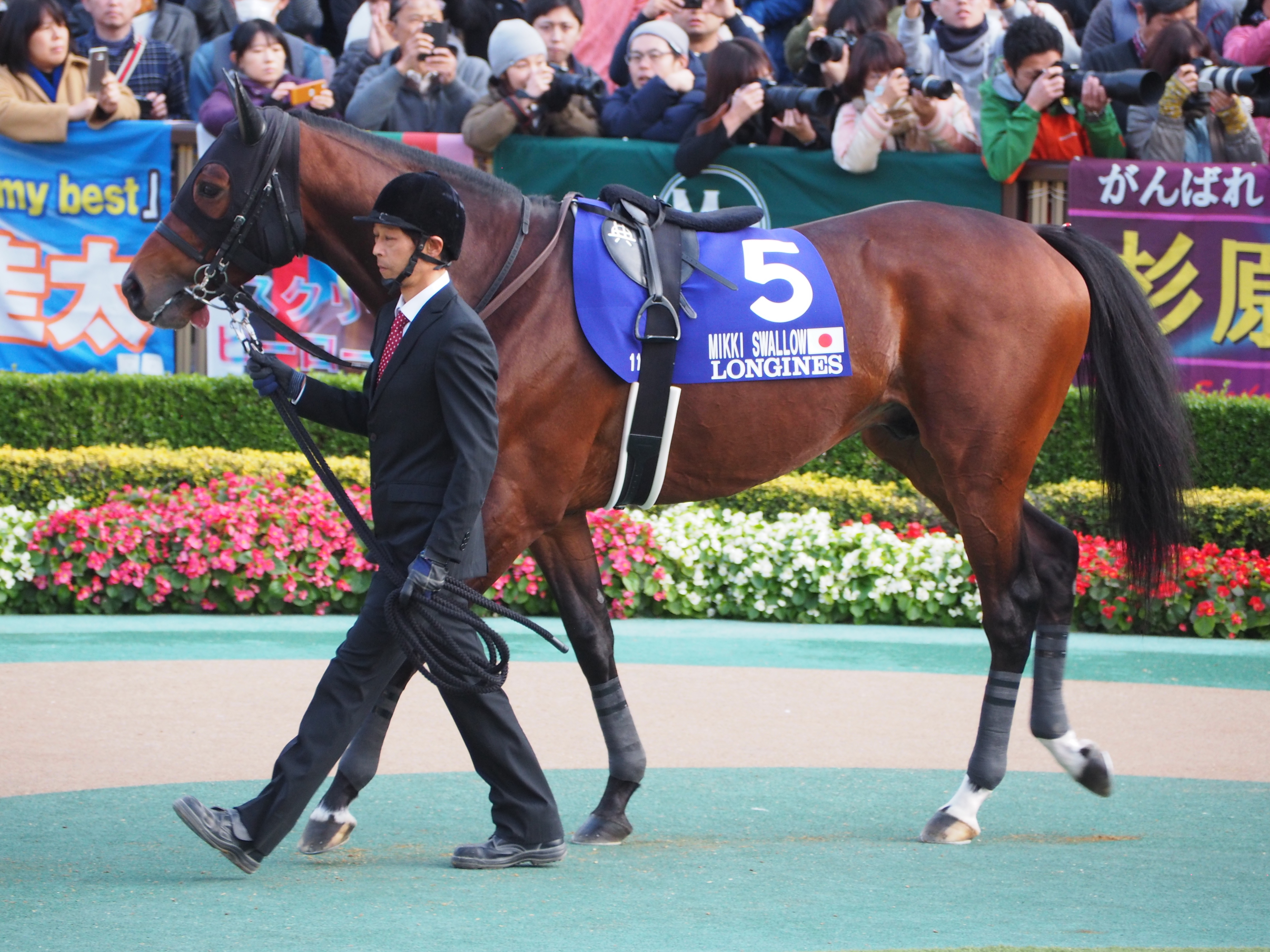
5　ミッキースワロー
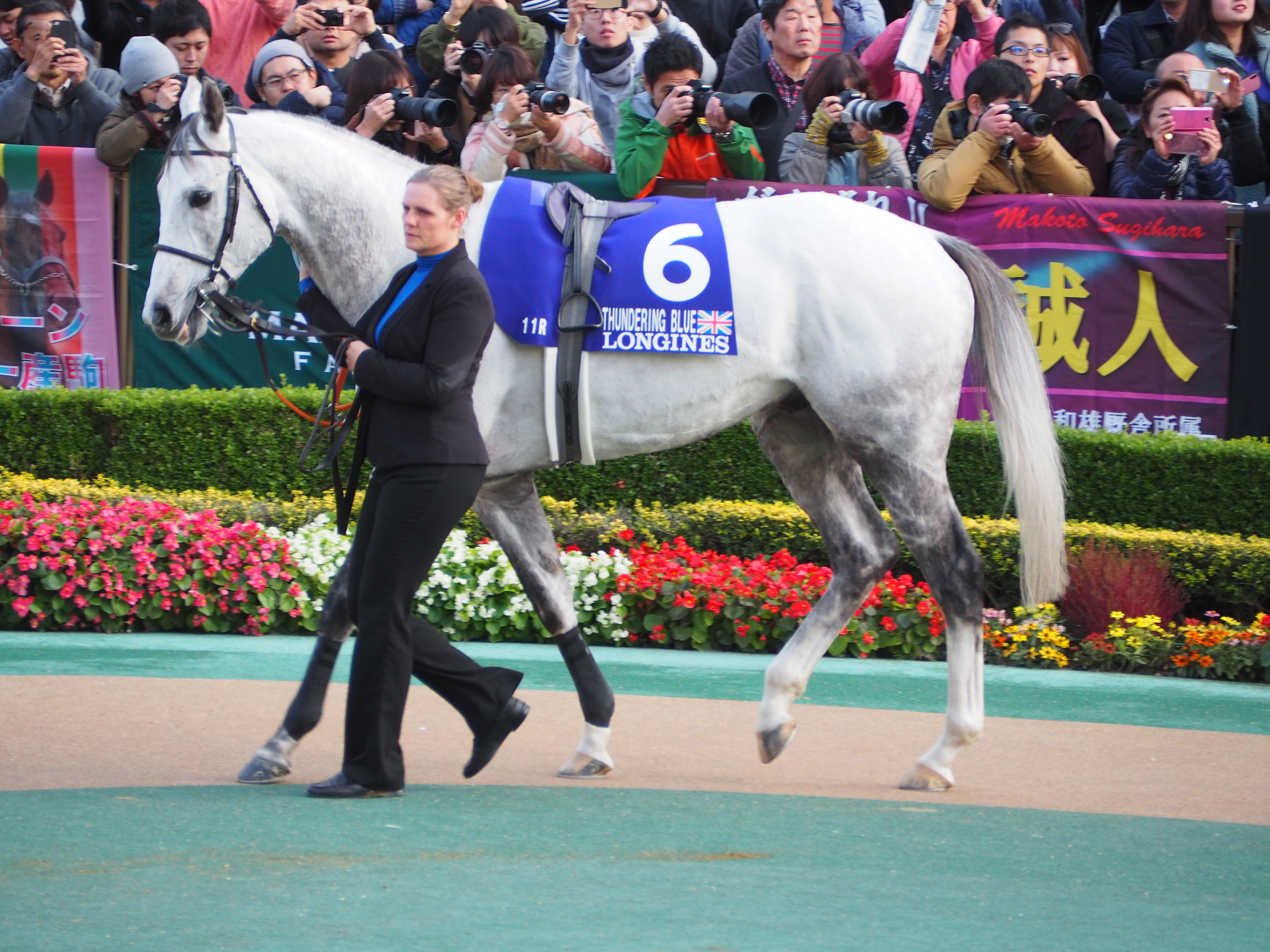
6　サンダリングブルー
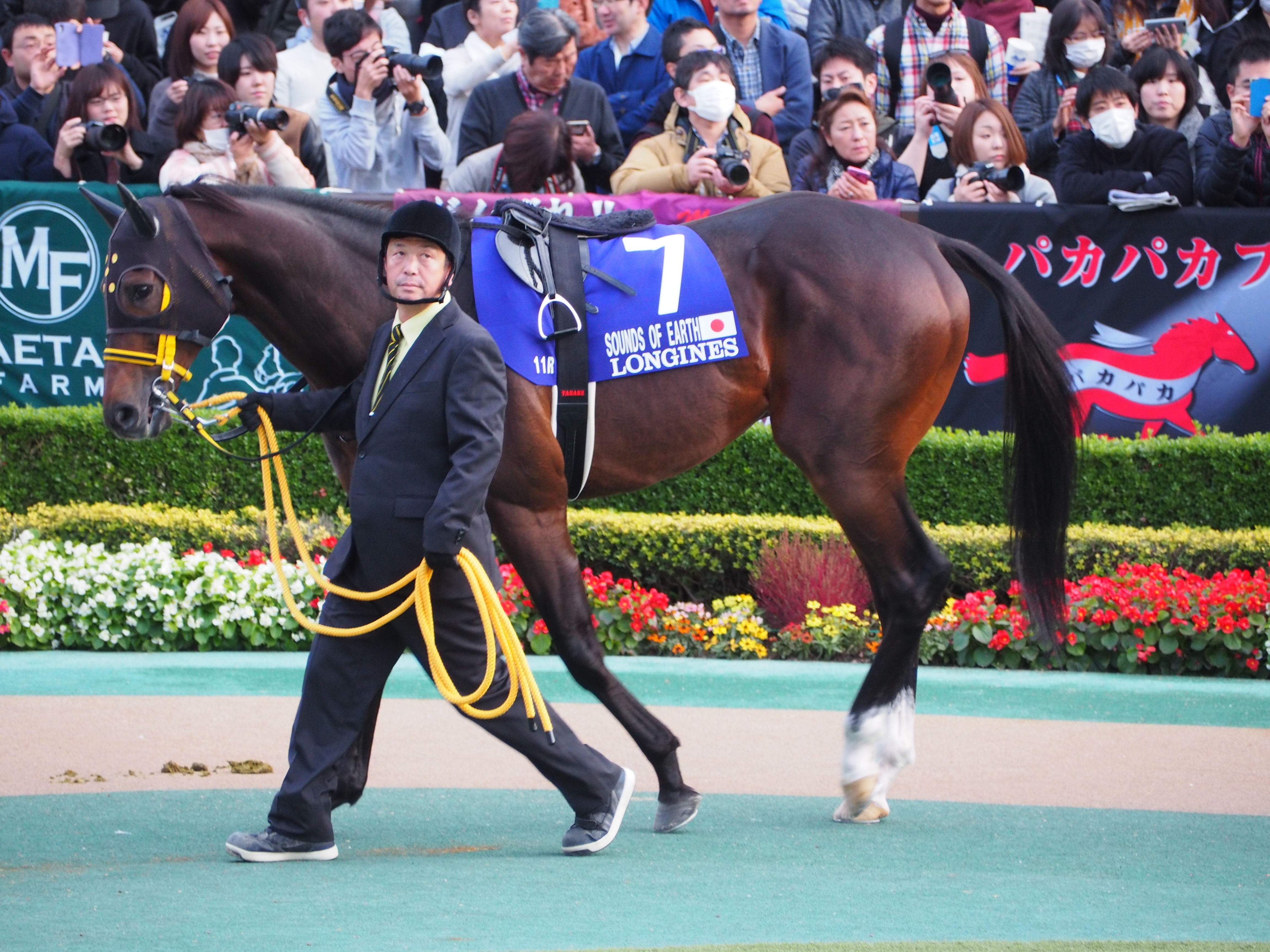
7　サウンズオブアース
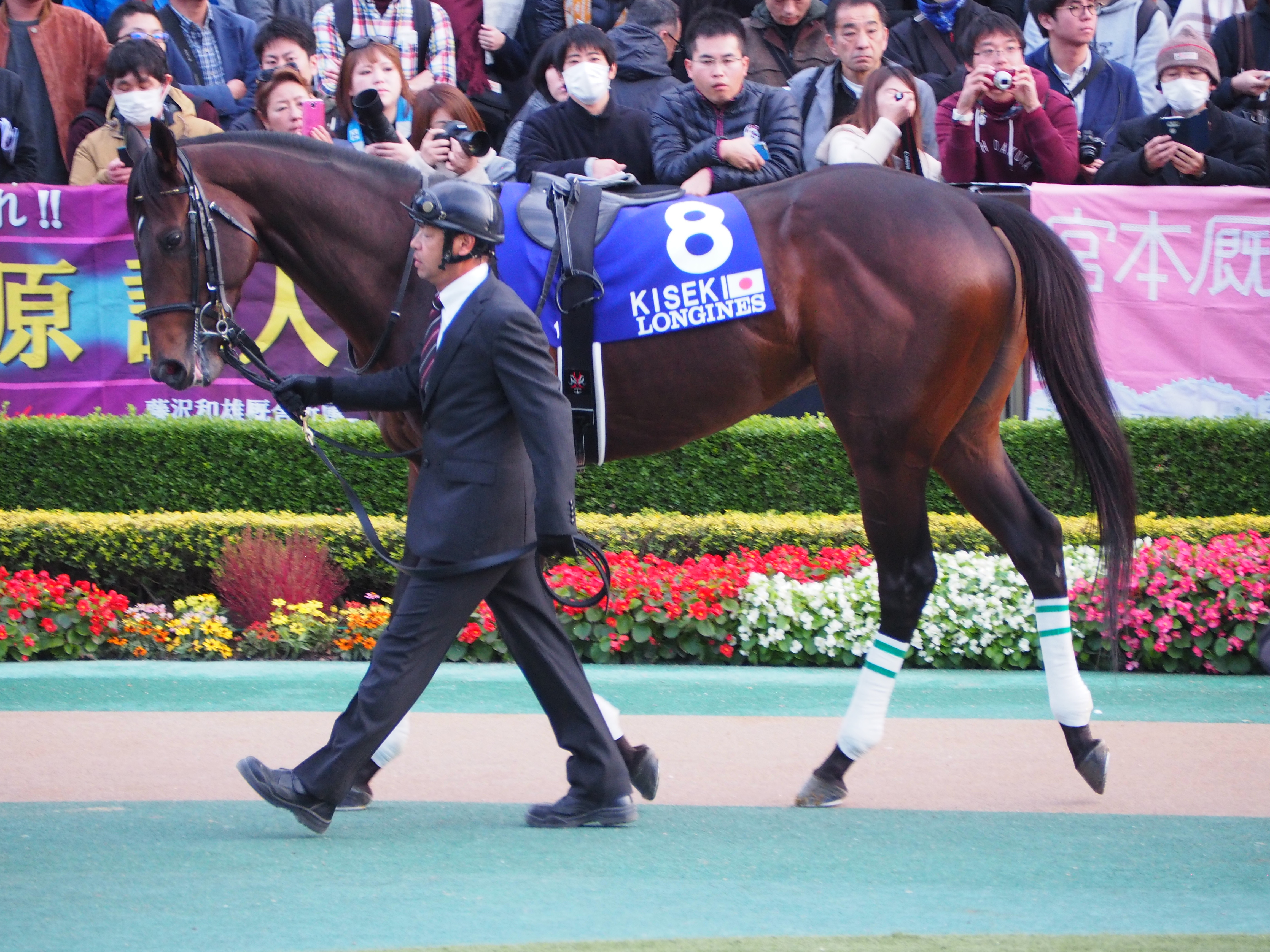
8　キセキ
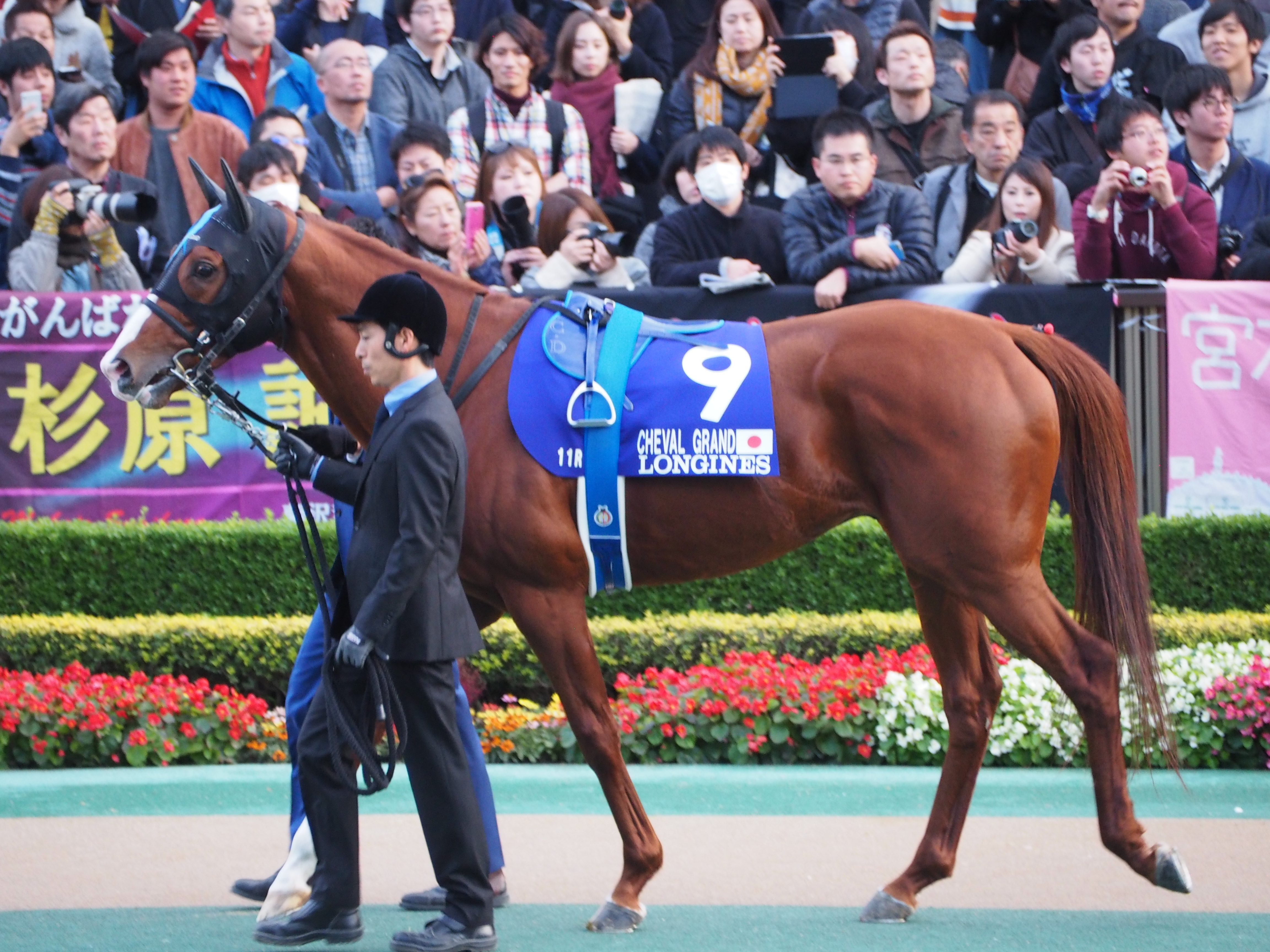
9　シュヴァルグラン
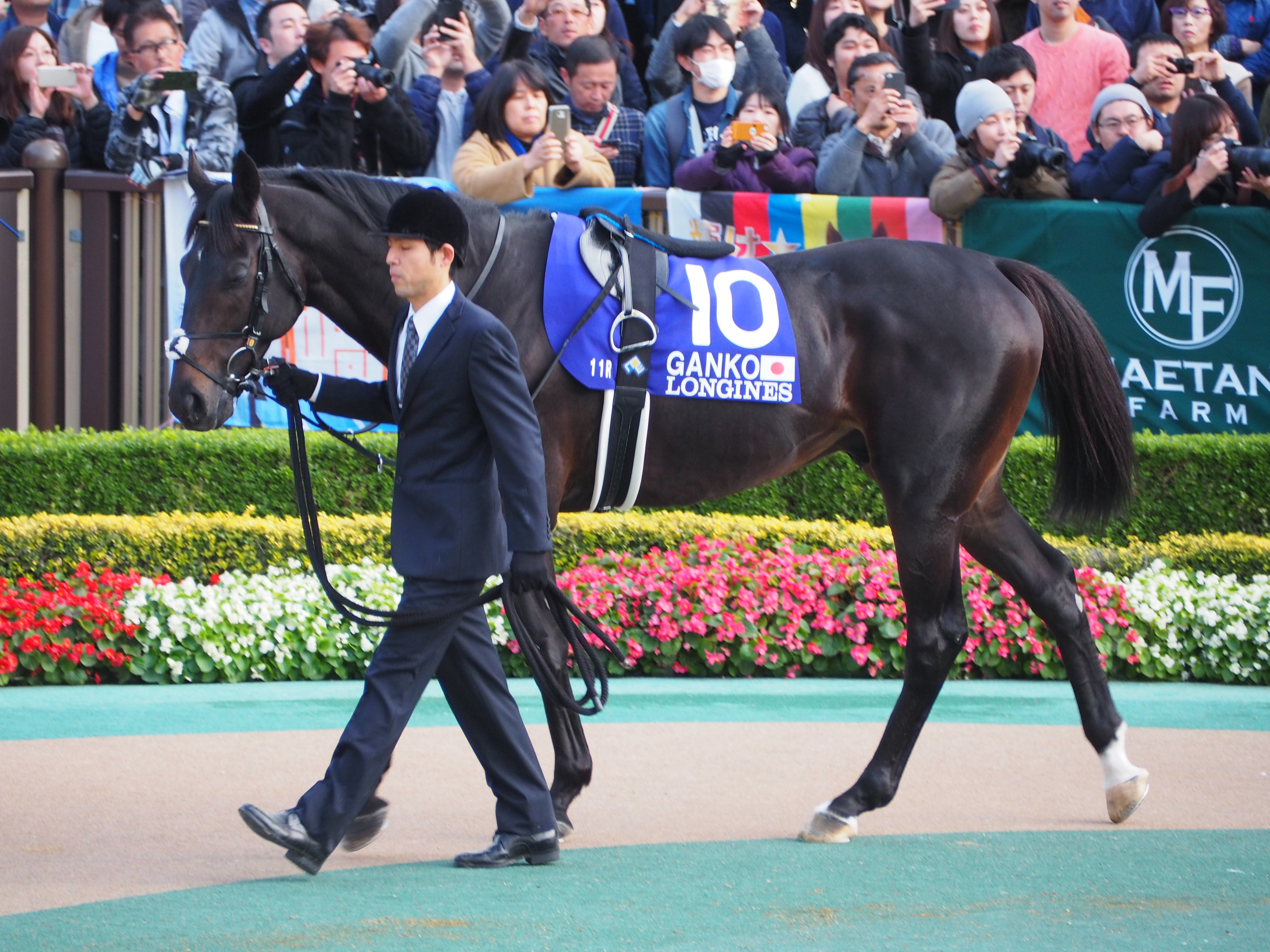
10　ガンコ
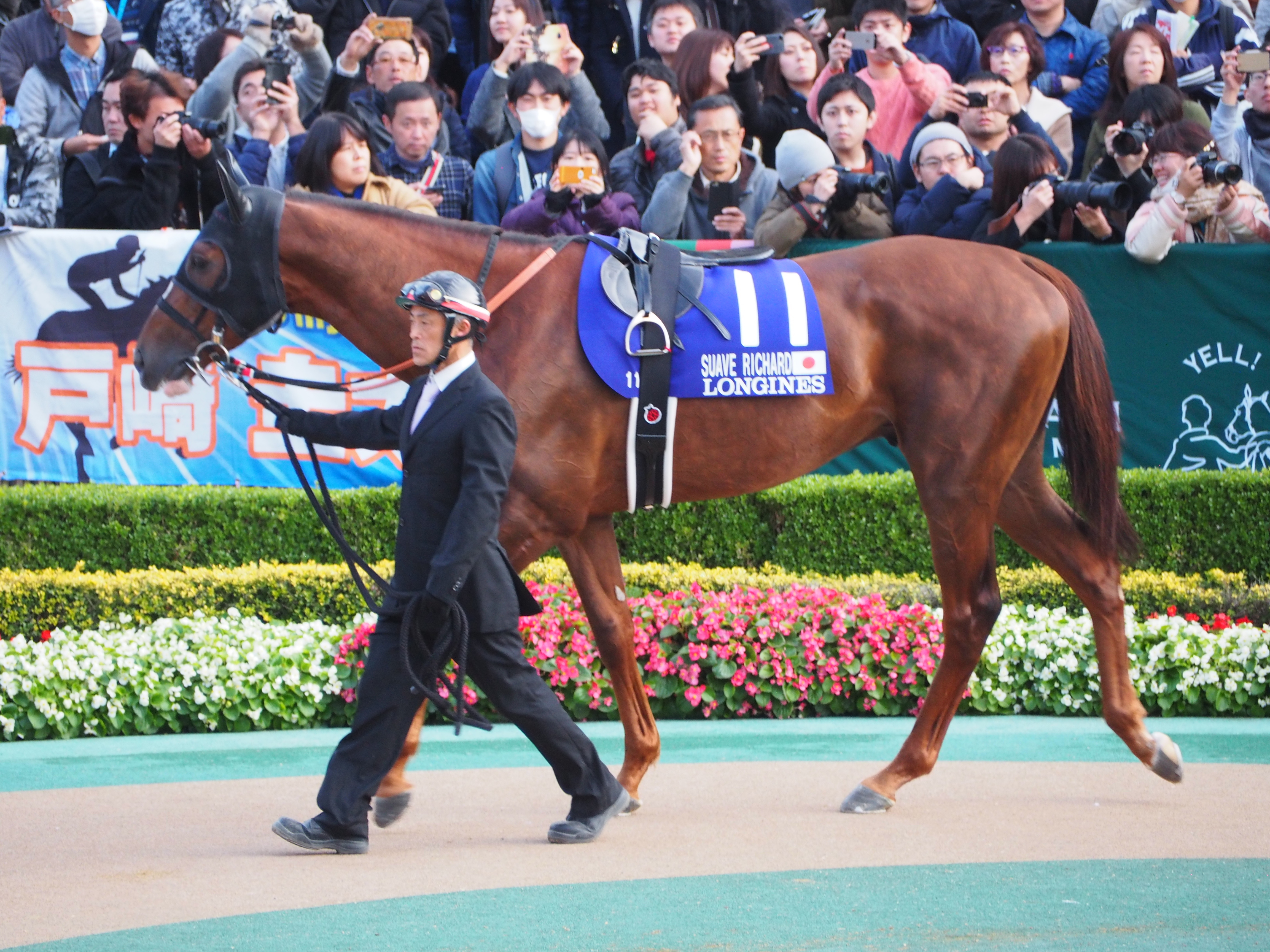
11　スワーヴリチャード
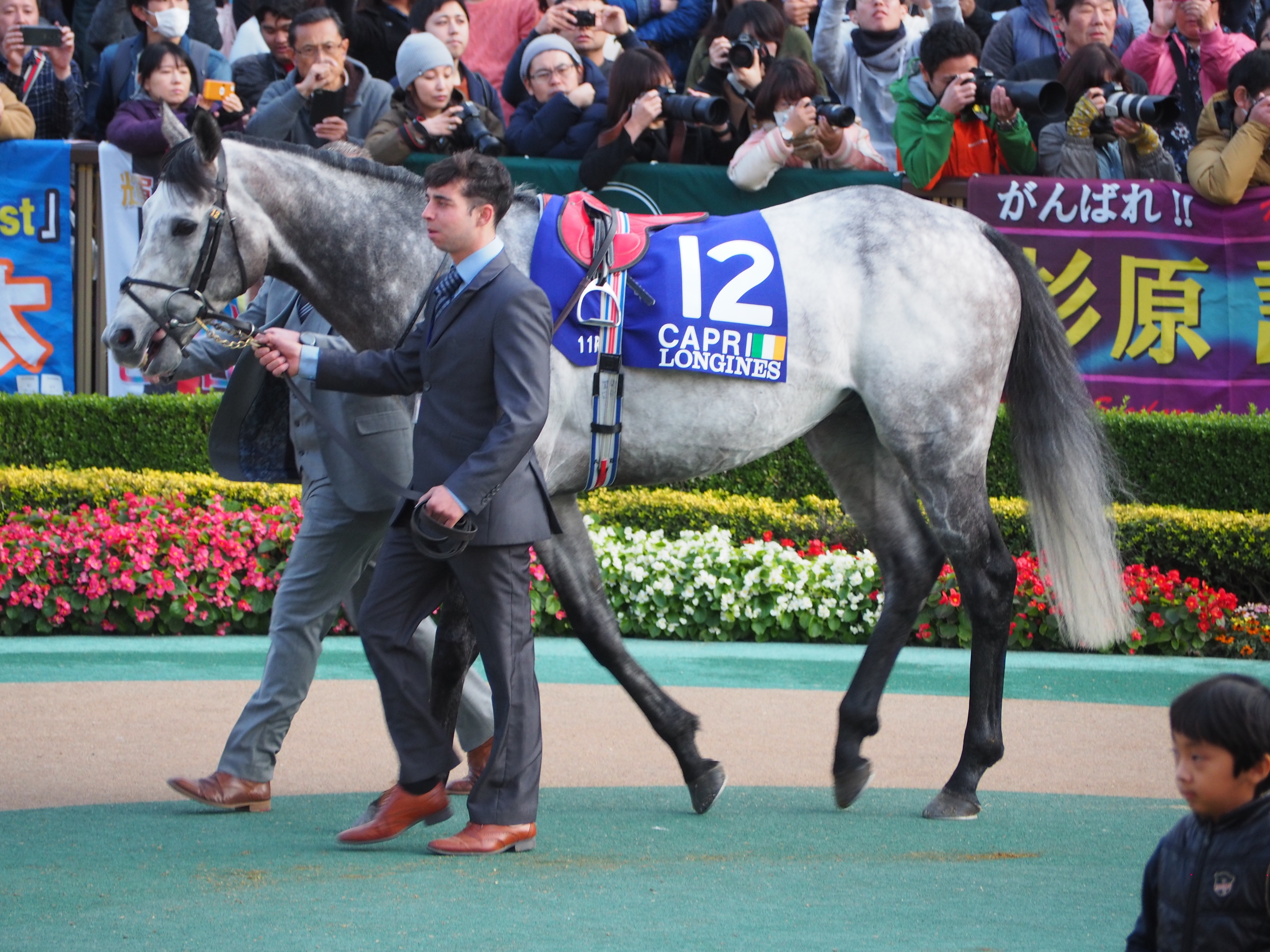
12　カプリ
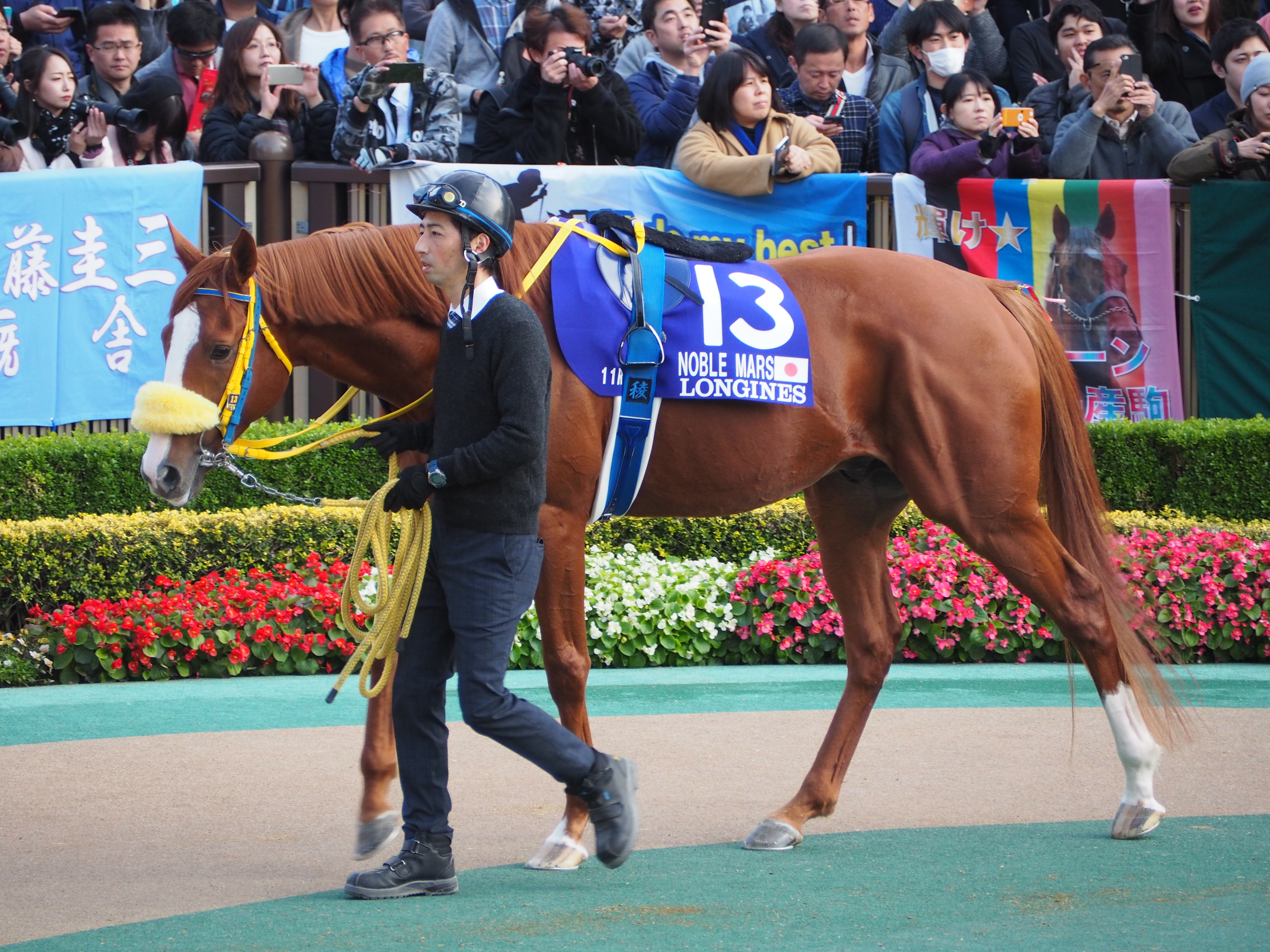
13　ノーブルマーズ
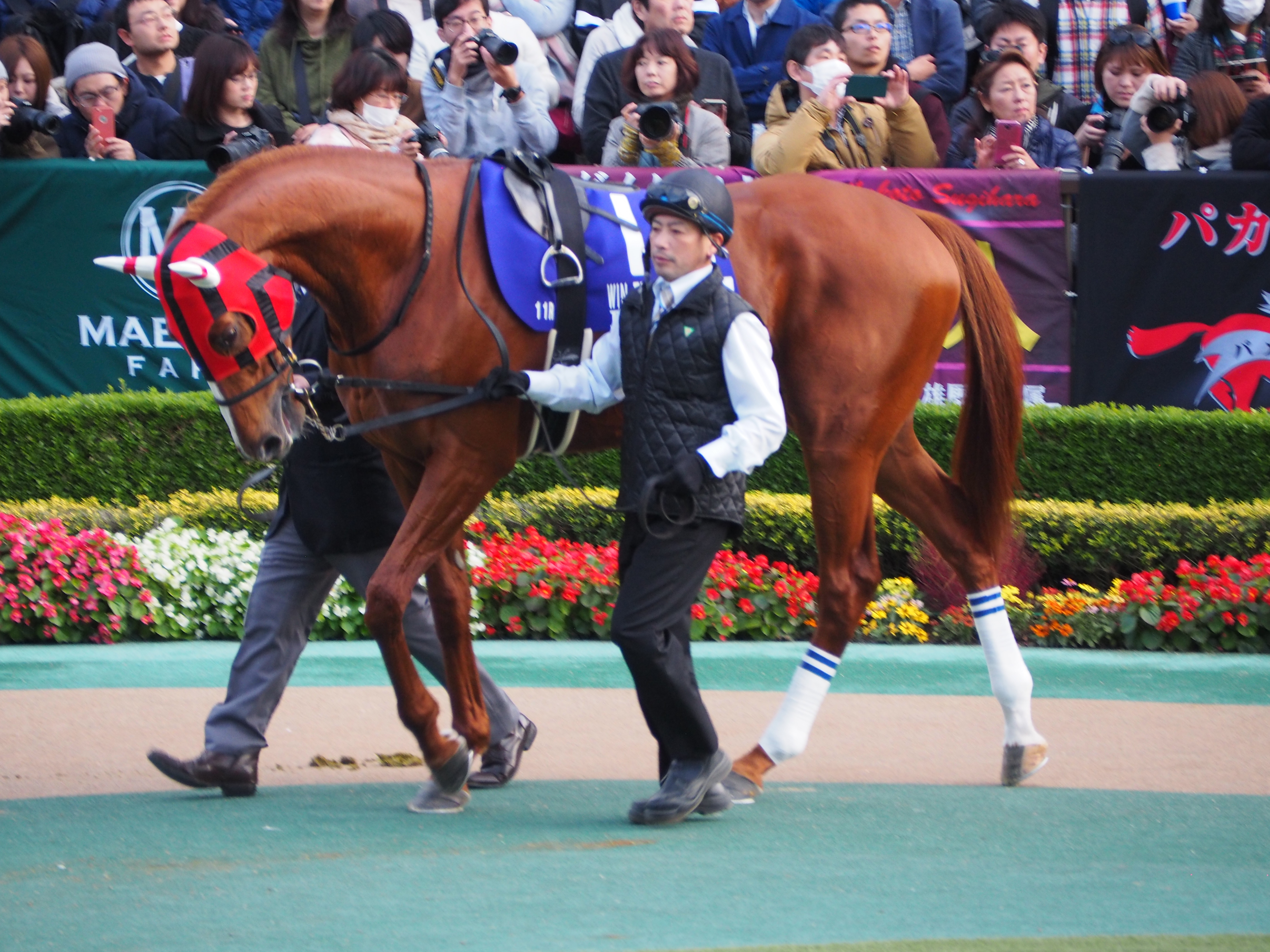
14　ウインテンダネス

## 出走馬と枠順
2018年11月25日　第5回東京競馬第8日目　第11競走 天気：晴、馬場状態：良、発走時刻：15時40分
| 枠番 | 馬番 | 競走馬名           | 性齢  | 斤量 | 騎手         | 調教師         | オッズ（人気） | レーティング |
| ---- | ---- | ------------------ | ----- | ---- | ------------ | -------------- | -------------- | ------------ |
| 1    | 1    | アーモンドアイ     | 牝3   | 53   | C.ルメール   | 国枝栄         | 1.4（1人）     | 115M,I,L     |
| 2    | 2    | ハッピーグリン     | 牡3   | 55   | 服部茂史     | 田中淳司       | 341.2（14人）  | 103I         |
| 3    | 3    | サトノダイヤモンド | 牡5   | 57   | J.モレイラ   | 池江泰寿       | 7.1（3人）     | 117L         |
| 3    | 4    | サトノクラウン     | 牡6   | 57   | W.ビュイック | 堀宣行         | 87.4（9人）    | --           |
| 4    | 5    | ミッキースワロー   | 牡4   | 57   | 横山典弘     | 菊沢隆徳       | 62.6（8人）    | 114I         |
| 4    | 6    | サンダリングブルー | セン5 | 57   | F.ベリー     | D.ムニュイジエ | 52.0（7人）    | 119I         |
| 5    | 7    | サウンズオブアース | 牡7   | 57   | 田辺裕信     | 藤岡健一       | 246.5（13人）  | 114I         |
| 5    | 8    | キセキ             | 牡4   | 57   | 川田将雅     | 中竹和也       | 9.2（4人）     | 119I         |
| 6    | 9    | シュヴァルグラン   | 牡6   | 57   | C.デムーロ   | 友道康夫       | 12.9（5人）    | 117E         |
| 6    | 10   | ガンコ             | 牡5   | 57   | 蛯名正義     | 松元茂樹       | 218.7（11人）  | 114L         |
| 7    | 11   | スワーヴリチャード | 牡4   | 57   | M.デムーロ   | 庄野靖志       | 6.5（2人）     | 121I         |
| 7    | 12   | カプリ             | 牡4   | 57   | R.ムーア     | A.オブライエン | 31.8（6人）    | 118L         |
| 8    | 13   | ノーブルマーズ     | 牡5   | 57   | 高倉稜       | 宮本博         | 241.9（12人）  | 114L         |
| 8    | 14   | ウインテンダネス   | 牡5   | 57   | 内田博幸     | 杉山晴紀       | 89.3（10人）   | 106L         |

## レース結果

### レース展開[1]

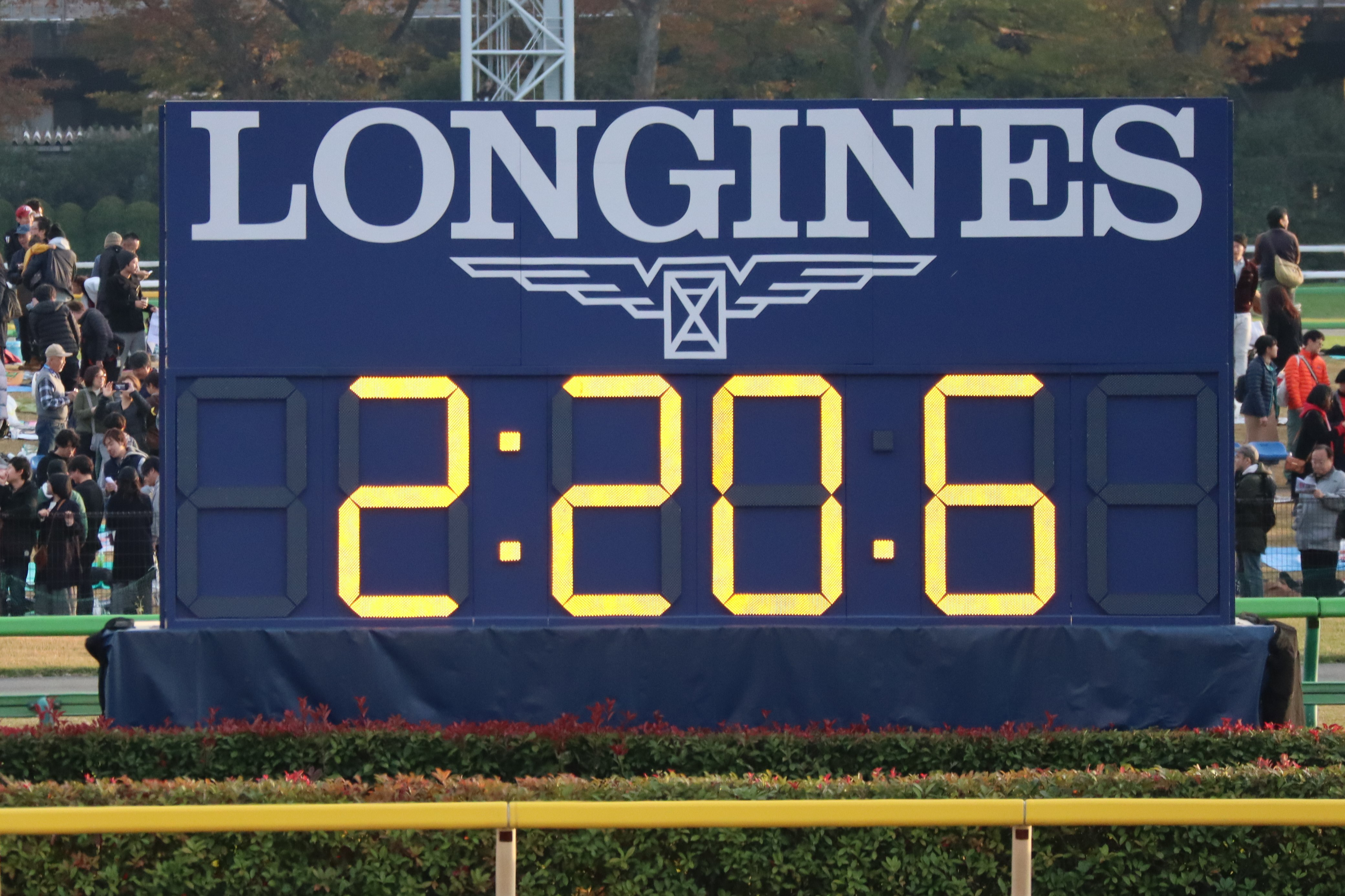
世界レコードを示すロンジンの時計

全頭五分のスタートの中、キセキがハナを切りと3馬身差で逃げ。第1コーナーでは2番手にノーブルマーズ、インコースに3番手アーモンドアイ、スワーヴリチャードが4番手で、サトノダイヤモンドは中団のやや後ろで、向こう正面に入った。
1000m通過は59秒9と平均的なペースとなり、第3コーナーに入ってもキセキは後ろと3馬身差を保って逃げ、後続ではサトノダイヤモンド、サウンズオブアースなど多数の馬が仕掛け始めた。第4コーナーに入り、残り600mになり、先頭キセキが仕掛け始め、2番手にいたアーモンドアイは残り400mまで騎手が手綱を持ったまま楽な手応えで坂を上がり、残り200mで逃げるキセキを捉え先頭に立つと、後続との差をさらに広げそのままゴールした。

### レース着順[2]
| 着順 | 枠番 | 馬番 | 競走馬名           | タイム | 着差     | 上がり3ハロン |
| ---- | ---- | ---- | ------------------ | ------ | -------- | ------------- |
| 1着  | 1    | 1    | アーモンドアイ     | 2:20.6 |          | 34.1          |
| 2着  | 5    | 8    | キセキ             | 2:20.9 | 1馬身3/4 | 34.7          |
| 3着  | 7    | 11   | スワーヴリチャード | 2:21.5 | 3馬身1/2 | 34.7          |
| 4着  | 6    | 9    | シュヴァルグラン   | 2:21.5 | クビ     | 34.5          |
| 5着  | 4    | 5    | ミッキースワロー   | 2:21.9 | 2馬身    | 33.9          |
| 6着  | 3    | 3    | サトノダイヤモンド | 2:21.9 | クビ     | 34.7          |
| 7着  | 2    | 2    | ハッピーグリン     | 2:22.2 | 1馬身3/4 | 34.9          |
| 8着  | 8    | 14   | ウインテンダネス   | 2:22.3 | クビ     | 35.3          |
| 9着  | 3    | 4    | サトノクラウン     | 2:22.6 | 2馬身    | 35.1          |
| 10着 | 4    | 6    | サンダリングブルー | 2:23.4 | 5馬身    | 35.0          |
| 11着 | 7    | 12   | カプリ             | 2:23.7 | 1馬身3/4 | 36.0          |
| 12着 | 6    | 10   | ガンコ             | 2:24.3 | 3馬身1/2 | 37.4          |
| 13着 | 8    | 13   | ノーブルマーズ     | 2:24.8 | 3馬身    | 38.2          |
| 14着 | 5    | 7    | サウンズオブアース | 2:25.2 | 2馬身1/2 | 38.0          |

| 1000m通過タイム     | 59.9秒（キセキ） |
| 上がり4ハロン       | 45.8秒           |
| 上がり3ハロン       | 34.4秒           |
| 優勝馬上がり3ハロン | 34.1秒           |

### 払戻[1]
| 単勝   | 1      | 140円   |
| 複勝   | 1      | 110円   |
| 複勝   | 8      | 160円   |
| 複勝   | 11     | 150円   |
| 枠連   | 1-5    | 600円   |
| 馬連   | 1-8    | 590円   |
| 馬単   | 1-8    | 700円   |
| 3連複  | 1-8-11 | 700円   |
| 3連単  | 1-8-11 | 2,690円 |
| ワイド | 1-8    | 230円   |
| ワイド | 1-11   | 240円   |
| ワイド | 8-11   | 470円   |

## 達成された記録
- 勝ちタイムは2005年のアルカセットが記録した、芝2400mのJRAレコードでもある2:22.1を1.5秒更新するレースレコード (6着のサトノダイヤモンドまでがアルカセットの記録を上回った。)で1999年にアルゼンチンのアシデロが記録した、2:21.98を更新する芝2400mの世界レコード(世界レコードは公式では記録されていない。)でもあった。
  - 日本馬によるジャパンカップのレコード勝ちは史上初（それまでのレコード勝ちはメアジードーツ→ジュピターアイランド→ルグロリュー→ホーリックス→アルカセット、詳細は歴代の勝ちタイムを参照）
  - 牝馬によるジャパンカップのレコード勝ちはメアジードーツ、ホーリックスに次いで29年ぶり3頭目
- 3歳馬によるジャパンカップ優勝はジェンティルドンナ以来6年ぶり7頭目
  - 3歳牝馬によるジャパンカップ優勝はジェンティルドンナ以来で6年ぶり2頭目
  - 3歳馬によるジャパンカップのレコード勝ちはルグロリュー以来31年ぶり2頭目
- 牝馬の年間GⅠ4勝はジェンティルドンナ（2012年に牝馬三冠とジャパンカップを制覇）に並ぶJRA最多タイ記録
- キャリア7戦目での制覇は1998年のエルコンドルパサーに並ぶ最少タイ記録。
- クリストフ・ルメールは2009年にウオッカで制して以来9年ぶりのジャパンカップ制覇で、これは2024年現在ライアン・ムーアと並ぶ同レース史上最長ブランクでの制覇となっている
  - 牝馬に騎乗してジャパンカップを複数回制したのは岩田康誠[3]以来6年ぶり2人目

## テレビ・ラジオ放送
本レースのテレビ・ラジオ放送の実況担当者
- 日本放送協会（NHK）：小林陽広（東京アナウンス室）[4]
- ラジオNIKKEI：小塚歩（東京本社スポーツ情報部）
- フジテレビ：福原直英（アナウンス室副部長）
- ニッポン放送：胡口和雄（スポーツ部契約）
- アール・エフ・ラジオ日本：木村季康
- 文化放送：高橋将市（編成局・報道スポーツセンター）
- TBSラジオ：宮澤隆（TBSテレビ編成局アナウンス部担当局次長兼TBSラジオ編成業務局編成部）
- MBSラジオ：仙田和吉